# Waltraud Hammerström
Waltraud Hammerström (* 30. Mai 1948 in Bremen) ist eine Politikerin (SPD) in Bremen. Sie war Mitglied der Bremischen Bürgerschaft. 

## Biografie

### Ausbildung und Beruf
Hammerström war als Angestellte in Bremen tätig.

### Politik
Hammerström ist Mitglied der SPD in Bremen-Nord.
Sie war von 1987 bis 2003 – mit einer kleinen Unterbrechung – 14 Jahre lang Mitglied in der Bremischen Bürgerschaft und wirkte in verschiedenen Deputationen und Ausschüssen der Bürgerschaft, hauptsächlich als Sprecherin der Gesundheitsdeputation. Sie war gesundheitspolitische Sprecherin der SPD-Fraktion. Von 1991 bis 1995 war sie Mitglied des Landesbeirates Kunst im öffentlichen Raum in Bremen. 

### Weitere Mitgliedschaften
Hammerström war Vizepräsidentin und ist seit 2006 Präsidentin des Deutschen Roten Kreuzes (DRK) – Landesverband Bremen. Sie ist seit 2006 im Präsidialrat des DRK im Bund.